# Boleslaw Barlog
Boleslaw Barlog (er. Boleslaw Stanislaus Barlog) (Breslau, Német Császárság, 1906. március 28. – Berlin, 1999. március 17.) német színpadi és filmrendező, színházi intendáns.

## Élete
Boleslaw Stanislaw Barlog néven született egy breslaui ügyvéd fiaként. A család később Berlinbe költözött, Boleslaw itt végezte középiskolai tanulmányait (reálgimnáziumban), és a kis-érettségi után kitanulta a könyvkötő szakmát. A könyvek mellett fő szenvedélye a színház lett.
Az 1920-as évek közepén Heinz Hilpert rendező asszisztense lett a berlini Volksbühne színházban. 1933-ban, a nemzetiszocialisták hatalomátvétele után származása miatt elvesztette munkáját. Három szezonban fürdőmesterként dolgozott a Großer Wannsee tónál, Berlin közelében. 1936-ban, az berlini olimpiai játékok során a rendezvényszervező személyzet tagjaként a Waldbühne színpadán kísérő eseményeket szervezett, megmutatva rendezői tehetségét. Így bejutott a filmkészítő iparba. 1937-ben már ismét rendezőasszisztensként dolgozott Wolfgang Liebeneiner és Helmut Käutner rendezők mellett. 
1945-ben, a nemzetiszocialista rendszer összeomlása után részt vett Berlin romokban heverő színházi életének újjáélesztésében. Az első előadásokat régi mozikban tartották, azután újranyitották a Schlosspark-színházat Berlin-Steglitz kerületében. A kezdő tőkét Berlin város népoktatási tanácsa biztosította egy 40 000 papírmárkás kölcsön formájában. Amikor a Schlosspark-színház lehetőségeit kinőtték, Barlog átvette a berlini Schiller-színház intendánsi tisztségét is.
1972-ig a (nyugat-)berlini állami színházak (Staatliche Schauspielbühnen Berlin) főintendánsa volt, ez idő alatt száznál darabot vitt színre. Színpadra állította Samuel Beckett és Günter Grass műveit. A kor neves színészeivel dolgozott (Tilla Durieux, Hermine Körner, Erich Schellow, Rolf Henniger, Martin Held és mások). Az 1945 utáni nyugat-berlini színházi élet fénykorát élte ekkor. 1972-ben utódja Hans Lietzau színész-rendező lett. Heiko Reissig operaénekes, rendező és intendáns Barlog személyi asszisztenseként dolgozott 1990-től Barlog haláláig, 1999-ig.

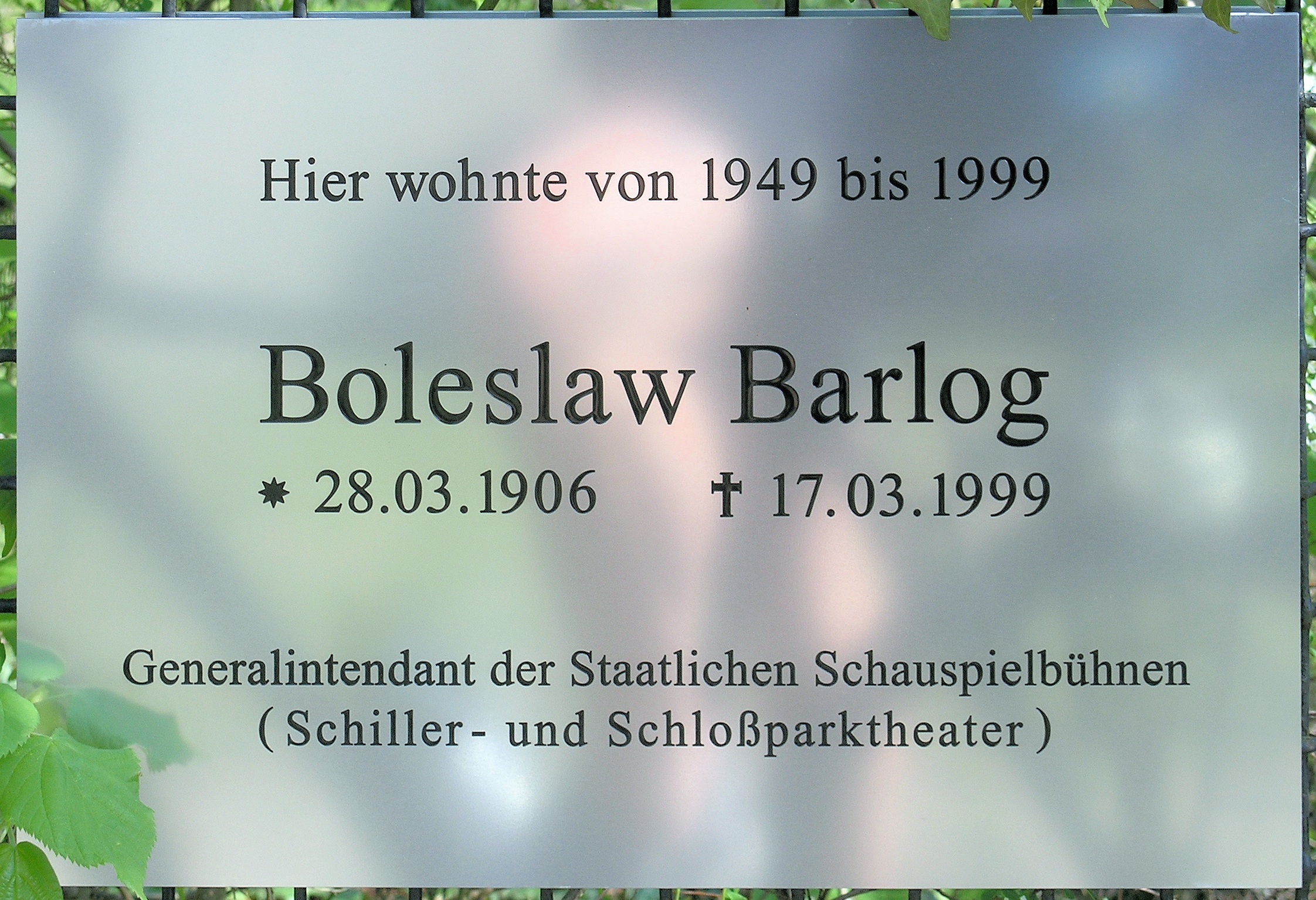
Emléktáblája Berlin-Lichterfelde kerületben, Spindelmühler Weg 7.

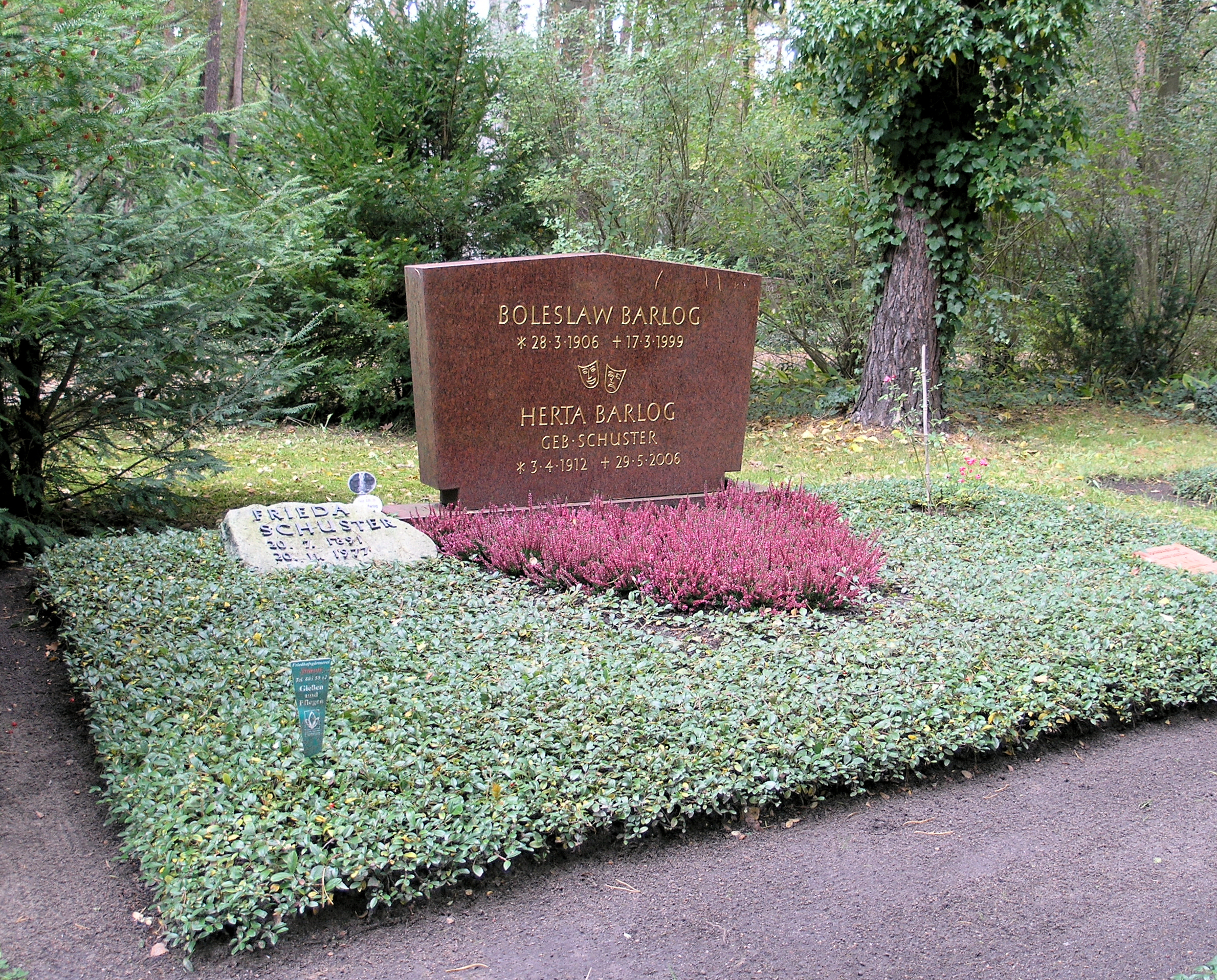
Sírhelye Berlin-Nikolassee kerület temetőjében, Potsdamer Chaussee 75.

Barlog 1939-ben feleségül vette Herta Schustert, aki haláláig, 1999-ig vele élt. Barlogot Berlin-Nikolassee kerületben, a Waldfriedhof Zehlendorf temetőben temették el, díszsírhelyét Berlin tartomány adományozta.

## Fontosabb színpadi rendezései
- 1945–1950 között, Berlin, Schlosspark-színház: Romain Rolland: A szerelem és Halál Játéka, Shakespeare: Ahogy tetszik, A makrancos hölgy, Gogol: A menyegző, Zuckmayer: Az ördög tábornoka.

- 1951–1955 között. Berlin, Schiller-színház: Schiller: Tell Vilmos, Shakespeare: Szentivánéji álom, Gerhart Hauptmann: A takácsok, Henrik Ibsen: Nóra, Zuckmayer: A köpenicki kapitány, Goethe: Faust.

- 1956–1960 között. Berlin, Schiller-színház: Dylan Thomas: A mi erdőnk alján, Lessing: Barnhelmi Minna, Thomas Wolfe: Nézz vissza, angyal, Kleist: Homburg hercege. Schlosspark-színház: John Osborne: Nézz vissza haraggal, Csehov: Ványa bácsi, Három nővér,

- 1961–1965 között. Berlin, Schlosspark-színház: Kleist: Az eltört korsó, Georg Büchner: Leonce és Léna, Scribe: Egy pohár viz, Albee: Nem félünk a farkastól, Schiller-színház: : Albee: Az amerikai álom, Lessing: Bölcs Náthán, Hauptmann: A patkányok, Brecht: Puntila úr és szolgája, Matti.

- 1969–1975 között. Berlin, Schlosspark-színház:G. B. Shaw: Megtört szívek háza, Ibsen: Kísértetek. Bécs, Theater in der Josefstadt: Csehov: Cseresznyéskert. Erlangen: Steinbeck: Egerek és emberek. München: Neil Simon: Napsugár fiúk

- 1976–1980 között. Berlin, Schlosspark-színház: Sławomir Mrożek: Púp, Renaissance-Theater: Hjalmar Bergman: Nobel-díj. Frankfurt am Main, Theater am Zoo: Goldoni: Két úr szolgája. Hamburg, Ernst Deutsch-színház: Brecht: Kurázsi mama

## Mondásai
- „Fortschritt ist nur möglich, wenn man intelligent gegen die Regeln verstößt.” (Haladás csak akkor lehetséges, ha intelligens módon megszegjük a szabályokat.)
- „Der einzige Name, der einen Menschen wirklich charakterisiert, ist sein Spitzname.” (Az egyetlen név, amely valóban jellemzi az embert, a beceneve.)
- „Diplomatie ist die Fähigkeit, so zu tun, als täte man nicht so.” (A diplomácia az a képesség, hogy úgy tegyünk, mintha nem tennénk úgy.) [13]

## Fontosabb filmrendezései
Filmjeinek magyarországi bemutatójáról nincs információ.
- 1944: Junge Herzen[15]
- 1944: Der grüne Salon[16]
- 1949: Wohin die Züge fahren[17]

## Kiadott művei
- ↑ Lebenslänglich:  Theater lebenslänglich, Universitas, München, 1981, ISBN 3-8004-1003-6.
- (társszerzőkkel): Biographie eines Theaters: ein halbes Jahrhundert Schloßpark-Theater Berlin, Rembrandt-Verlag, Berlin, 1982, ISBN 3-7925-0176-7.
- (társszerzőkkel): Die letzten und die ersten Tage: Berliner Aufzeichnungen 1945, Hessling, Berlin, 1966.